# Урок німецької (роман)
«Урок німецької» (нім. Deutschstunde) — роман німецького письменника Зіґфріда Ленца, опублікований у 1968 році. Перекладений багатьма мовами та вважається одним із ключових творів німецької повоєнної літератури.
Рукопис роману зберігається у Музеї сучасної літератури німецького міста Марбах.

## Короткий огляд
У творі висвітлено центральну тему німецької повоєнної літератури, а саме поєднання провини та обов'язку в часи націонал-соціалізму. У центрі повісті стоїть суперечливість виконання обов'язку та індивідуальної відповідальності. 
Суперечливі переконання уособлені в головних героях роману: офіцері поліції Єнсі Уле Єпсені та художникові Максі Людвігу Нансені. Прототипом останнього є експресіоніст Еміль Нольде, твори якого у світлі панівних на той час антисемітських та про-нацистських настроїв вважалися т.зв. дегенеративним мистецтвом.
За текстом роману Зіґґі Єпсен, син поліцейського, під час свого перебування у закладі для проблемних підлітків описує події у шкільному творі. Таким чином заголовок «Урок німецької» має подвійне значення та означає як зайняття з німецької мови, так і урок з історії Німеччини.

## Персонажі
- Зіґґі Єпсен
- Єнс Уле Єпсен, батько Зіґґі, офіцер поліції
- Макс Нансен, художник, переслідуваний нацистами
- Ґудрун Єпсен, мати Зіґґі
- Клаас, брат Зіґґі
- Гільке, сестра Зіґґі

## Екранізації та постановки
У 1971 році німецький режисер Пітер Бове представив екранізацію роману під однойменною назвою.
Перша офіційна постановка роману на театральній сцені відбулася 4 листопада 2014 року у місті Лар.
У 2019 році свою екранізацію роману представив німецький режисер Кристіан Швохов.28 Участь у ній взяли зокрема такі актори, як Тобіас Моретті (Макс Нансен) та Соня Ріхтер (Ґудрун Єпсен).